# Marquis d'Espard
Le marquis Charles-Maurice-Marie Andoche d'Espard, né en 1785, est un personnage de La Comédie humaine d'Honoré de Balzac.

## Biographie du personnage
Le marquis apparaît principalement dans L'Interdiction, en 1811, où il se révèle en gentilhomme doté « de toutes les noblesses de la noblesse. […] Il aurait pu servir de modèle pour exprimer l'aristocratie nobiliaire au dix-neuvième siècle. Il était mince et blond, sa figure avait cette distinction native dans la coupe et dans l'expression générale qui annonçait des sentiments élevés ; mais elle portait l'empreinte d'une froideur calculée qui commandait un peu trop le respect ».
Son frère cadet est le chevalier d'Espard. Il a deux fils, le comte Clément de Nègrepelisse et le vicomte Camille d'Espard.
En 1816, il a proposé à sa femme d'aller vivre avec lui sur une de ses terres, près de Briançon, mais la marquise a refusé. Il vit, dès ce moment, séparé de sa femme à laquelle il a laissé le superbe hôtel qu'il possède, rue du Faubourg-Saint-Honoré.
Le marquis et ses deux fils, qu'il éduque avec tendresse, se sont réfugiés rue de la Montagne-Sainte-Geneviève, dans une maison simple mais confortable. C'est un érudit, il connaît la Chine, parle le chinois et a publié une volumineuse Histoire pittoresque de la Chine.
Assigné en interdiction par sa femme qui le prétend frappé de démence et d'imbécillité, son affaire est suivie par le très honnête juge Popinot qui démasque très vite la fausseté des allégations de la marquise. Le marquis s'est fixé comme un devoir de rendre à madame Jeanrenaud l'argent que ses ancêtres, les Nègrepelisse, avaient reçu de par la confiscation des biens de cette famille protestante, lors de la révocation de l'édit de Nantes.
En 1829, dans Splendeurs et misères des courtisanes, on apprend par Lucien de Rubempré et monsieur de Sérisy que l'avis de monsieur de Granville a modifié l'opinion du garde des sceaux dans cette affaire. Non seulement le marquis n'a pas été interdit, mais la marquise d'Espard a fait l'objet de sévères attendus à la Cour.
Le marquis d'Espard apparaît aussi dans :
- Le Bal de Sceaux

Il est évoqué dans :
- Le Cousin Pons
- Le Lys dans la vallée
- Illusions perdues
- La Vieille Fille

Pour les références, voir :